# Église Saint-Symphorien d'Aubigny
L'église Saint-Symphorien est une église  située sur la commune de Vaux-sous-Aubigny, dans le département français de la Haute-Marne et la région Grand Est.

## Historique
L'église Saint-Symphorien est classée monument historique depuis 1914.

## Architecture

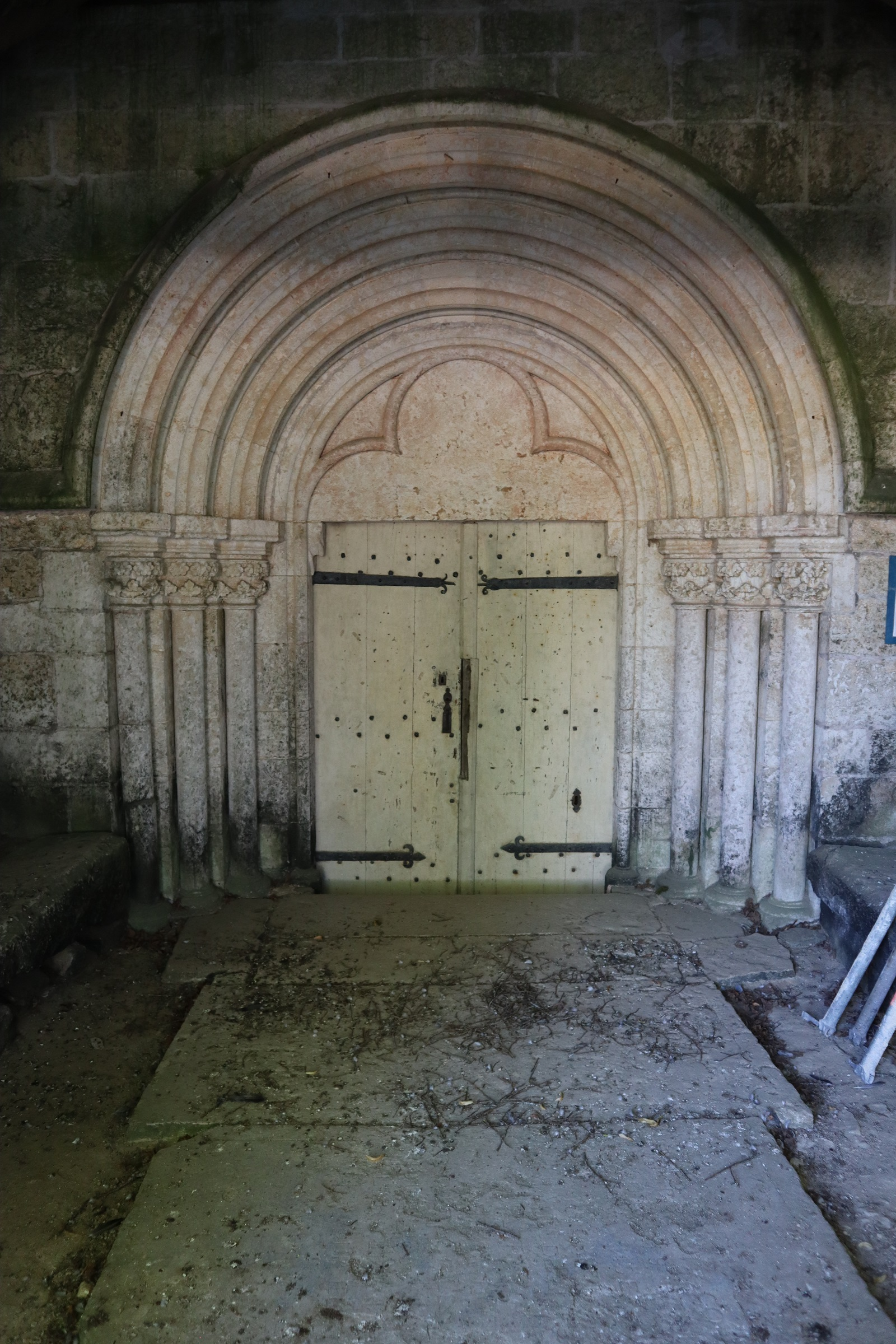
Détail du portail occidental.

C'est une église de vastes dimensions possédant une nef de six travées avec bas-côtés et un chœur de deux travées se terminant par un chevet plat, son portail occidental est protégé par un porche bas à trois pans qui laisse la lumière entrer par la baie gothique géminée.